# Papuanella cyanea
Papuanella cyanea är en insektsart som först beskrevs av Melichar 1902.  Papuanella cyanea ingår i släktet Papuanella och familjen Flatidae. Inga underarter finns listade i Catalogue of Life.